# Zągoty (gromada)
Zągoty – dawna gromada, czyli najmniejsza jednostka podziału terytorialnego Polskiej Rzeczypospolitej Ludowej w latach 1954–1972.
Gromady, z gromadzkimi radami narodowymi (GRN) jako organami władzy najniższego stopnia na wsi, funkcjonowały od reformy reorganizującej administrację wiejską przeprowadzonej jesienią 1954 do momentu ich zniesienia z dniem 1 stycznia 1973, tym samym wypierając organizację gminną w latach 1954–1972.
Gromadę Zągoty z siedzibą GRN w Zągotach utworzono – jako jedną z 8759 gromad na obszarze Polski – w powiecie płockim w woj. warszawskim, na mocy uchwały nr VI/10/13/54 WRN w Warszawie z dnia 5 października 1954. W skład jednostki weszły obszary dotychczasowych gromad Bolechowice, Cekanowo, Jączewo, Kłobie, Machcino, Machcinko, Niszczyce, Niszczyce-Pieńki, Ogorzelice, Sękowo, Umienino i Zągoty ze zniesionej gminy Zągoty w tymże powiecie. Dla gromady ustalono 18 członków gromadzkiej rady narodowej.
1 stycznia 1959 do gromady Zągoty przyłączono wsie Kędzierzyn, Rycharcice i Strusino ze znoszonej gromady Bonisław w tymże powiecie.
31 grudnia 1961 z gromady Zągoty wyłączono wieś Rycharcice, włączając ją do gromady Lelice w tymże() powiecie; do gromady Zągoty włączono natomiast obszar zniesionej gromady Proboszczewice Nowe (bez wsi Czachowo) oraz wsie Bronowo-Kmiece, Bronowo-Zalesie i Nowe Bronowo ze zniesionej gromady Trzepowo Nowe w tymże powiecie.
31 grudnia 1962 do gromady Zągoty przyłączono wieś Bronowo-Sady z gromady Biała Stara w tymże powiecie.
Gromada przetrwała do końca 1972 roku, czyli do kolejnej reformy gminnej.